# St.-Josef-Kirche (Schwaan)

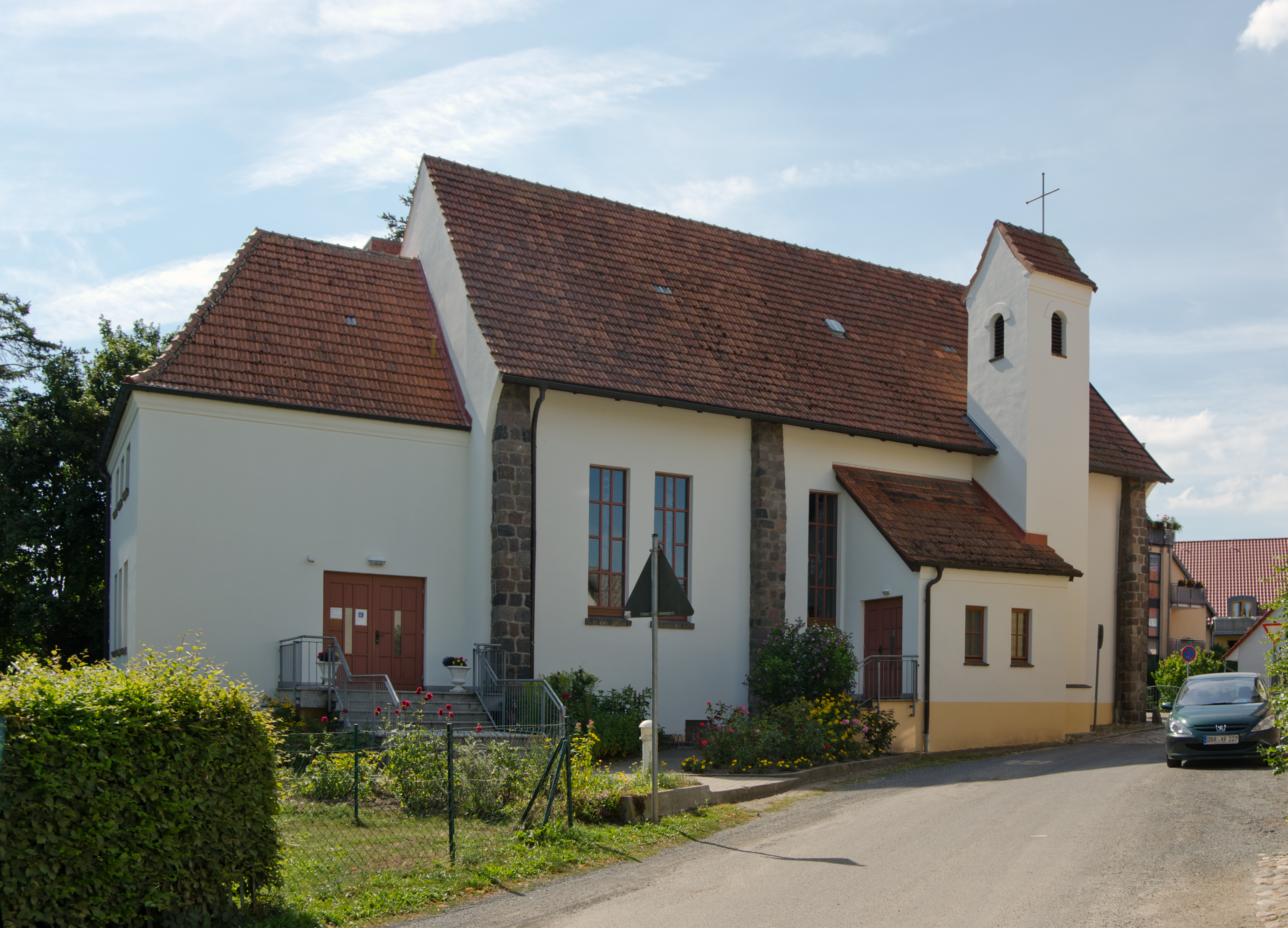
St.-Josef-Kirche Schwaan

Die St.-Josef-Kirche ist eine römisch-katholische Kirche in Schwaan (Landkreis Rostock, Mecklenburg-Vorpommern) in der Bützower Straße. Sie gehört zur Pfarrei Bützow. Zu der Kirche gehört auch ein gleichnamiger Kindergarten.

## Geschichte
1947 wurde die Genehmigung erteilt, in der Bützower Straße 17 das alte Spritzenhaus zur neuen Pfarrkirche auszubauen. Die Arbeit begann und viele Freiwillige, besonders Jugendliche, halfen mit, sodass die Kirche am 28. Februar 1948 fertiggestellt werden konnte und die katholische Gemeinde erstmals am 1. März 1948 in die neue Kapelle einzog. Der Altar wurde von Herrn Roose in Rostock hergestellt. Da kein Fahrzeug zur Verfügung stand, ging Anne Reyter zu Fuß nach Rostock, um den Altar zu holen.